# Maître du Boèce flamand
Ne doit pas être confondu avec Maître du Boèce Lallemant.
Le Maître du Boèce flamand désigne par convention un enlumineur actif entre 1478 et 1492 à Gand et Bruges. Il doit son nom à manuscrit de la Consolation de Philosophie de Boèce traduite en néerlandais pour Louis de Gruuthuse.

## Éléments biographiques

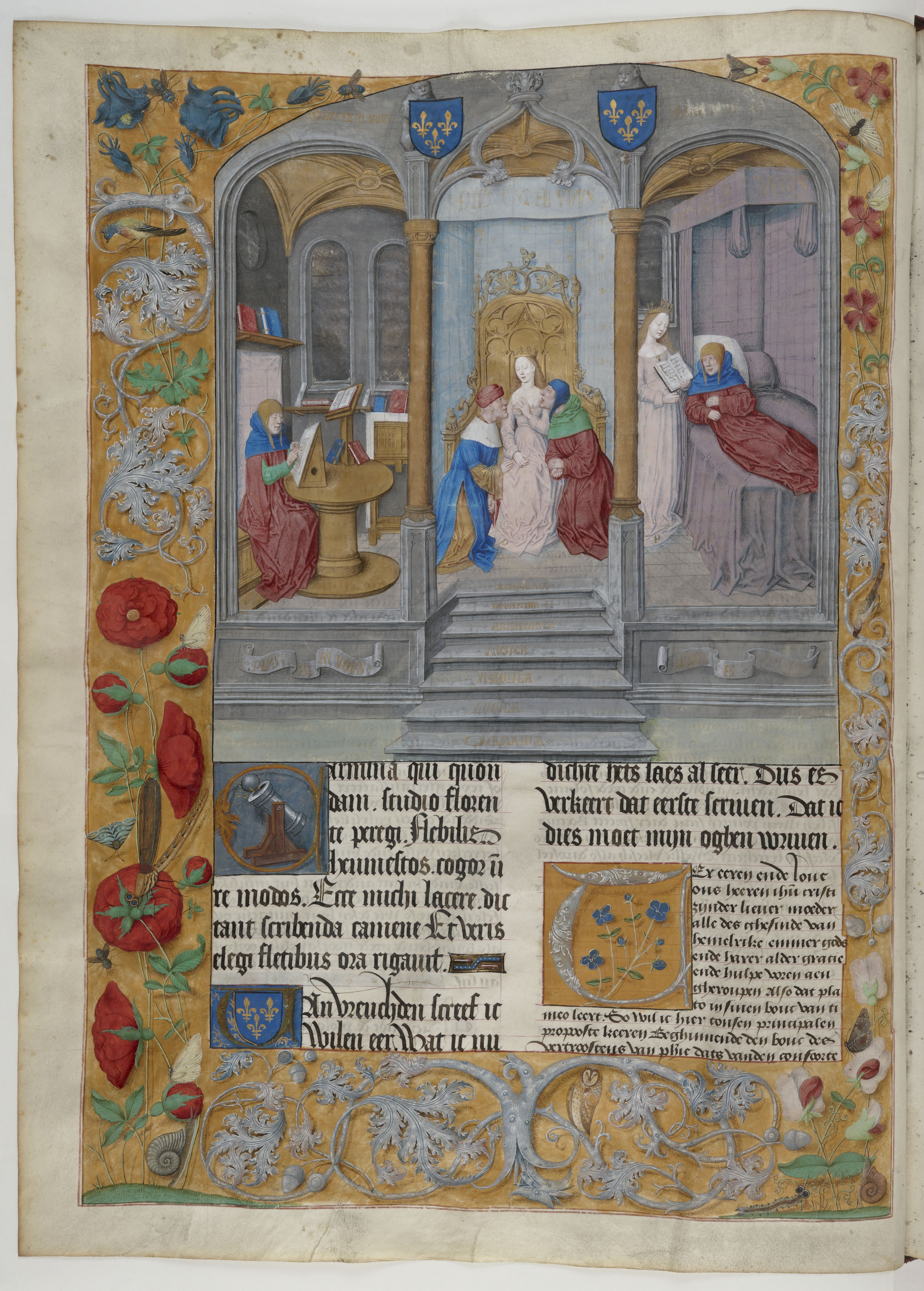
Première miniature du Boèce en Flamand, BNF, Néerlandais 1, f.12v.

Le corpus de cet enlumineur a été défini à partir d'un manuscrit de Boèce, la Consolation de Philosophie, qui a été traduit en néerlandais. Paul Durrieu a proposé de l'identifier à Alexander Bening mais cette hypothèse a été rejetée. L'historien de l'art allemand Friedrich Winckler l'a désigné sous le nom de pseudo-Alexander Bening. Son nom de convention actuel est utilisé pour la première fois en 1981 et couramment utilisé depuis,.
Ses plus anciennes œuvres remontent à 1478 et son activité se poursuit jusqu'au début des années 1490. Il travaille à la décoration de manuscrits pour de grands commanditaires : Édouard IV d'Angleterre, Philippe II de Bourgogne, Philippe de Clèves, Louis de Gruuthuse ou encore Wolfert VI van Borssele. Il semble se spécialiser pour les ouvrages Laïcs plutôt que religieux, avec une prédilection pour les manuels pratiques. Installé probablement à Gand où il travaille avec les scribes David Aubert et Jan Kriekenborch, il collabore à plusieurs avec différents enlumineurs de cette période installés à Bruges tels que Philippe de Mazerolles, le Maître aux inscriptions blanches ou le Maître d'Édouard IV,.

## Style
Son style est proche d'artistes comme Alexander Bening, ce qui explique les confusions avec ce dernier, et montre une influence d'Hugo van der Goes et de Hans Memling dont il reprend des motifs. Il mêle une monumentalité dans la composition de ses miniatures, avec des personnages longilignes et souvent dans une attitude solennelle. Il s'attache à représenter des décors réalistes et utilisant les débuts de la perspectives, se plaçant à la jonction avec les primitifs flamands. Il adopte d'ailleurs au cours de sa carrière les marges fleuries en trompe-l'œil comme ses collègues de l'école dite ganto-brugeoise. Il fait preuve, avec ses collaborateurs, d'originalité dans les décorations des lettrines ornées, les signes des paragraphes ou des bouts-de-ligne en y introduisant de petits détails symboliques comme des devises ou des symboles héraldiques. À l'inverse, il répond aussi à des commandes de copies strictes de manuscrits reprenant fidèlement les miniatures de ses prédécesseurs.

## Œuvres attribuées

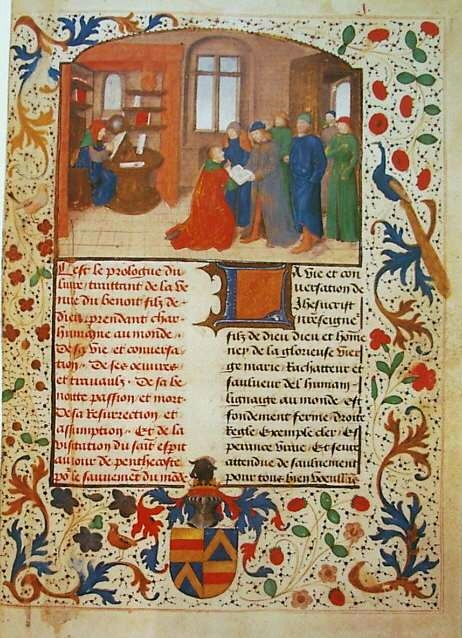
Vie de Jésus Christ de Ludolphe le Chartreux, musée Czartoryski.

- Vie de Jésus Christ de Ludolphe de Saxe, pour Guillaume de Ternay, 1478, musée Czartoryski, Cracovie, Ms.2919
- Vie de Jésus Christ pour Édouard IV d'Angleterre (?), 1479, British Library, Londres, Royal 16 G III[6]
- Vie de Jésus Christ pour Louis de Gruuthuse, vers 1480, Bibliothèque nationale de France, Fr.181
- Livre d'Eracles de Guillaume de Tyr, pour Édouard IV, en collaboration avec le Maître d'Édouard IV vers 1479, British Library, Royal 15 E I[7]
- Faits et dits des Romains, 1 miniatures, en collaboration avec le Maître aux inscriptions blanches, vers 1479, British Library, Royal 18 E III & IV[8]
- Recueil de psaumes et cantiques en néerlandais, vers 1480, musée royal de l'Ontario, Toronto, Ms.997-158.15
- La pénitence d’Adam de Colard Mansion, en collaboration avec le Maître d'Édouard IV, vers 1480, passé en vente par le libraire « Les Enluminures » en 2016[9]
- Chroniques d'Angleterre de Jean de Wavrin, 3 miniatures, vers 1480, BNF, Fr.84
- Antiquités judaïques de Flavius Josèphe pour Louis de Gruuthuse, 27 miniatures, vers 1480-1483, BNF, Fr.11-16
- Antiquités judaïques pour Wolfert VI van Borssele, en collaboration avec le Maître d'Édouard IV et le Maître aux têtes triviales, Bibliothèque de l'Arsenal, Ms.5082-5083
- Commentaire de la Guerre des Gaules, vers 1482, BNF, Fr.38
- Œuvres de Jean Gerson et prières, pour Louis de Gruuthuse, vers 1483, BNF, Fr.190
- Livre des proprietez des choses, attribué à un assistant du maître, au Maître brugeois de 1482 et au Maître d'Édouard IV, British Library, Royal 15 E III[10]
- La Cosmographie de Ptolémée, vers 1485, BNF, Lat.4804
- Traité des monnaies de Nicolas d'Oresme, vers 1485, BNF, Lat.8733A
- Livre des simples médecines, BNF, Fr.9136
- Livre de chasse de Gaston Fébus, vers 1485, Houghton Library, université Harvard, ms.Typ.130
- Livre de la science de la chasse aux oiseaux de Frédéric II, vers 1486, Houghton Library, ms.Typ.129
- Le Jouvencel de Jean V de Bueil, pour Philippe de Clèves, vers 1486, Bibliothèque d'État de Bavière, Gall.9
- Livre des tournois, commandé par Louis de Gruuthuse pour Charles VIII, 30 miniatures, complétées d'une miniature du Maître du Cardinal de Bourbon, vers 1489, BNF, Fr.2692
- Consolation de Philosophie, 5 miniatures, 1492, BNF, Néerl.1